# Powiat Rovana
Rovana (wł. Circolo di Rovana) – powiat w Szwajcarii, w kantonie Ticino, w okręgu Vallemaggia. Siedziba administracyjna powiatu znajduje się w miejscowości Cevio. 
Powiat składa się z pięciu gmin (comune) o powierzchni 243,37 km² i o liczbie mieszkańców 1351.

## Gminy
| Nazwa gminy       | Liczba mieszkańców 31 grudnia 2021 | Powierzchnia km² |
| ----------------- | ---------------------------------- | ---------------- |
| Bosco/Gurin       | 54                                 | 22,00            |
| Campo Vallemaggia | 52                                 | 43,30            |
| Cerentino         | 36                                 | 20,10            |
| Cevio             | 1 118                              | 151,31           |
| Linescio          | 41                                 | 6,66             |

## Zmiany administracyjne
- 22 października 2006
  - przyłączenie gmin Bignasco i Cavergno do gminy Cevio